# 驱虫剂

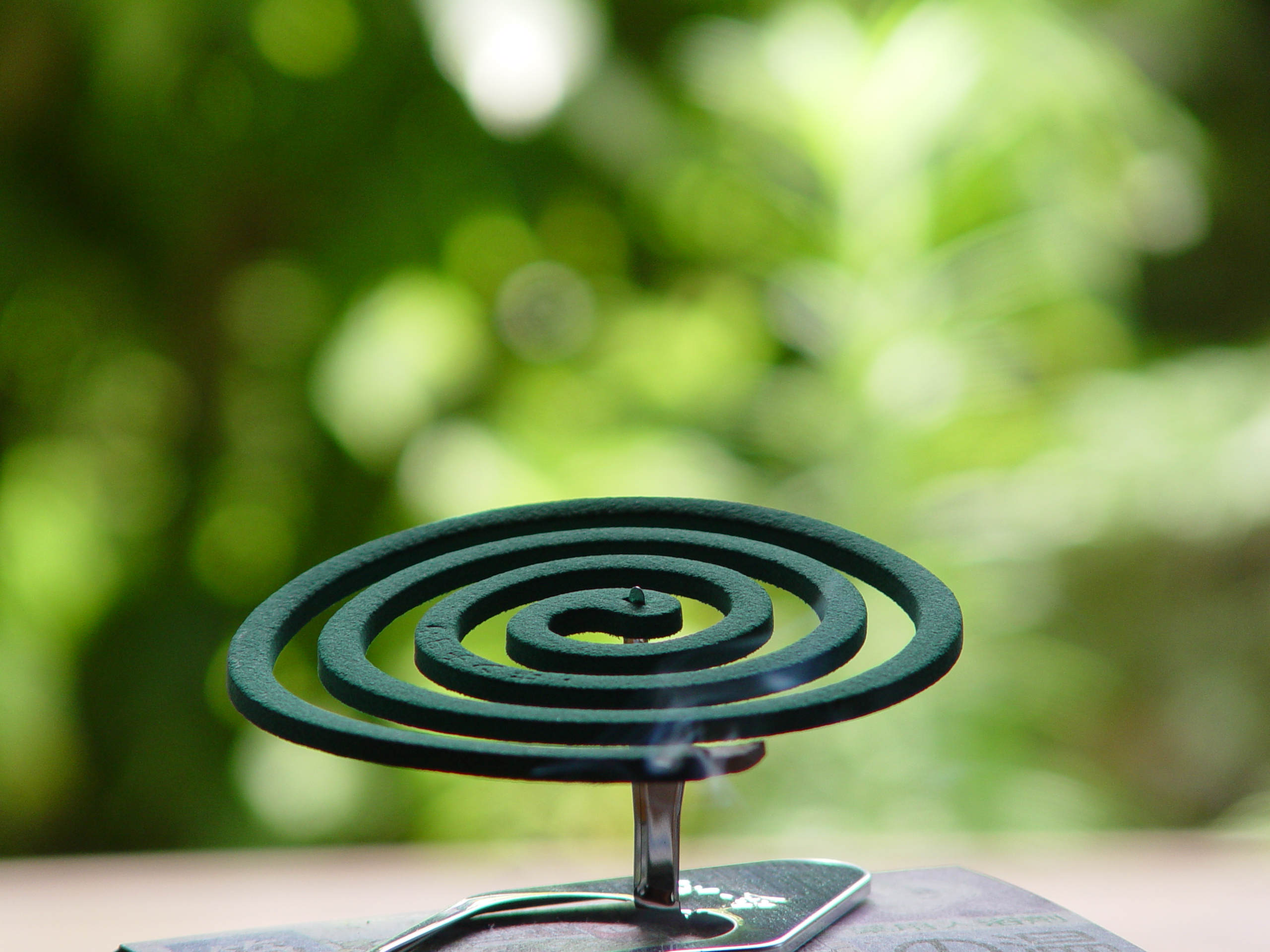
蚊香為常見的驅蟲劑之一

驱虫剂是一种可以驅趕昆蟲的物質，一旦有地方被噴了驅蟲劑，它可以阻止昆虫以及节肢动物接近這塊地方。驱虫剂有助于预防和控制昆虫传播以及节肢动物传播疟疾、莱姆病、骨痛熱症、腺鼠疫、蟠尾絲蟲症和西尼羅河熱等疾病。很多特定的驅蟲劑只能驅趕某幾種昆蟲，對其他昆蟲未必有效。
驱虫剂和殺蟲劑不同的是，驅蟲劑並不以殺死昆蟲為目的，驅蟲劑的目的是趕走昆蟲，另外驅蟲劑和驅蟲藥不同的是，驅蟲劑不能服用。